# Amirauté (Royaume-Uni)
 (septembre 2022).
Si vous disposez d'ouvrages ou d'articles de référence ou si vous connaissez des sites web de qualité traitant du thème abordé ici, merci de compléter l'article en donnant les références utiles à sa vérifiabilité et en les liant à la section « Notes et références ».
Pour les articles homonymes, voir Amirauté.

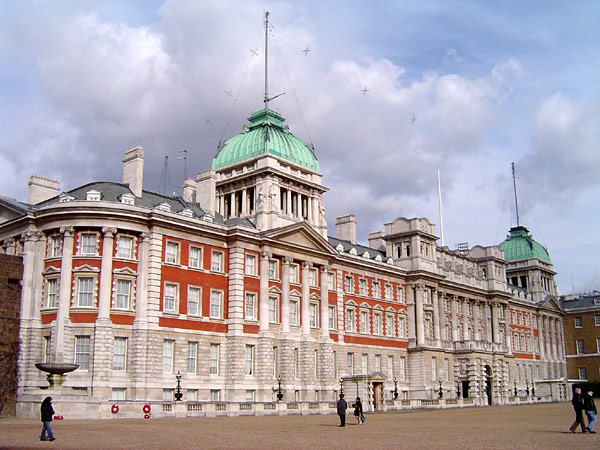
L'ancien bâtiment de l'amirauté sur Horse Guards Parade à Londres.

L’amirauté (Admiralty) est l'organe politique et administratif gérant la Royal Navy. Elle peut être vue comme un équivalent de l'ancien ministère de la Marine français.

## Historique
La charge de Admiral of England, ou Lord Admiral, qui devint par la suite Lord High Admiral, fut créée aux alentours de 1400, pour assurer le commandement opérationnel de la flotte anglaise. En 1546, Henri VIII lui adjoint le Council of the Marine, par la suite Navy Board, chargé de l'administration de la flotte. Le contrôle opérationnel de la flotte reste cependant de la responsabilité du Lord High Admiral qui est devenu un Great Officer of State (grand officier d'État).
En 1628, Charles Ier donne le contrôle de la flotte à un comité, le Board of the Admiralty, les membres de ce conseil prennent le nom de Lords Commissioners of Admiralty (« seigneurs commissaires de l'amirauté »). Le titre de Lord High Admiral connaît un usage fluctuant pendant cette période troublée, mais est finalement supprimé définitivement en 1709. Le président du conseil, connu comme le First Lord of the Admiralty (premier seigneur de l'amirauté) est membre du cabinet du Premier ministre. Il est logé dans un bâtiment construit en 1727, sur la rue de Whitehall, à Londres.
À partir de 1806, l'usage veut que le First Lord of the Admiralty soit invariablement une personnalité civile. L'amiral à la tête de la Royal Navy est nommé à partir de 1828 à la distinction de First Sea Lord (premier seigneur à la mer). En 1831, le Navy Board est supprimé et ses fonctions sont reprises par le Board of Admiralty.
Enfin en 1964, l'amirauté est intégrée avec le War Office et Air Ministry, au sein du ministère de la Défense (Ministry of Defence). Un nouveau Board of the Admiralty, simple comité du Conseil de la Défense est alors créé, son président devient alors le secrétaire d'État à la Défense. Il se réunit deux fois par an, l'administration quotidienne étant confiée à un nouveau Navy Board, uniquement militaire, auquel les marins de la Royal Navy, se réfèrent souvent sous le nom d'amirauté.
La charge de Lord High Admiral est, de nos jours, le privilège du souverain.

## Fonctions et titres se rapportant à l'amirauté

### Fonctions actuelles

#### Lord High Admiral/First Lord of the Admiralty
Dans les débuts de la marine anglaise, il commandait la flotte. De nos jours, c'est un rôle honorifique et le titre est porté par le souverain britannique en titre.

#### First Sea Lord
Cette charge fut créée en 1828, quand les militaires cessèrent d'accéder à la fonction de First Lord of the Admiralty. Il est le doyen des amiraux de la Royal Navy et le chef d'état-major de la flotte.

#### Second Sea Lord
Il était le second en ancienneté des amiraux britanniques. De nos jours, il est considéré comme plus « jeune » que le Commander-in-Chief Fleet (commandant en chef de la flotte). Sa fonction principale est de diriger le Home Command (commandement métropolitain), et auparavant la Home Fleet. Il a son quartier général théorique à bord du HMS Victory.

#### Commander-in-Chief Fleet
Il est le responsable des opérations et de la préparation des unités de la flotte.

#### Vice-Admiral of the United Kingdom
Poste honorifique, d'assistant au Lord High Admiral, attribué à un amiral en retraite.

#### Rear-Admiral of the United Kingdom
Poste honorifique, d'assistant au Lord High Admiral, attribué à un amiral en retraite.

### Anciennes fonctions

#### First Lord of the Admiralty
Le First Lord of the Admiralty était le président du Board of Admiralty, et faisait fonction de ministre de la Marine au sein du cabinet du Premier ministre. Le poste a été supprimé par la réforme de 1964 et ses fonctions reprises par le secrétaire d'État à la Défense.

#### Third Sea Lord
Third Sea Lord était l'ancien titre de l'officier chargé des approvisionnements de la marine. Le nom actuel du poste est Controller of the Navy (contrôleur de la marine).

#### Admiral of the Fleet
Pendant une courte période avant la création du poste de First Sea Lord, il faisait fonction de commandant militaire de la Royal Navy ; par la suite le nom a désigné un grade.

## Composition actuelle de l'Admiralty Board
Ministres :
- Secretary of State for Defence (secrétaire d'État à la Défense)
- Minister of State for the Armed Forces (ministre d'État pour les forces armées)
- Minister of State for Defence Procurement (ministre d'État pour les besoins de la défense)
- Parliamentary Under-Secretary of State for Defence (sous-secrétaire d'État parlementaire pour la Défense)

Militaires :
- Chief of the Naval Staff and First Sea Lord (chef de l'état-major naval et premier seigneur à la mer)
- Commander-in-Chief Fleet (commandant en chef de la flotte)
- Second Sea Lord and Commander-in-Chief Naval Home Command (chef de l'état-major naval et commandant en chef de la flotte métropolitaine et second seigneur à la mer)
- Assistant Chief of the Naval Staff (assistant du chef de l'état-major naval)